# 波希米亞王國
波希米亞王國（捷克語：České království）， 同时也可称为波希米亞選侯國，是一個位於中歐的已滅亡國家，其範圍大致相當於現在的捷克和波蘭西南部，以捷克語為主要語言。

## 歷史沿革
西元950年成為神圣罗马帝国內獨立的一員，許多國王皆兼為神聖羅馬帝國皇帝，首都布拉格於14世紀末期曾為神聖羅馬帝國中心，1526年前主要有三個王朝：
- 普熱米斯爾王朝 873-1306年
- 盧森堡王朝 1310-1437年
- 雅蓋隆王朝 1438-1525年，同時統治波希米亞、波蘭、匈牙利三王國。

波希米亞王國在1198年由國王奧托卡一世成立，之前為公爵統治的波希米亞公國，王位並非世襲，而是由教會選舉產生，歷經查理一世的黃金時期、胡斯戰爭，1526年後王國為哈布斯堡統治，始為由哈布斯堡指定，最後一任國王為奧皇卡萊爾三世。
1620年白山戰役，波希米亞亡國並成為奧國的一省，由總督治理。1918年一戰結束後，大部份地區被劃入當時新成立的捷克斯洛伐克。

## 地理
波希米亞省份劃分為16個地區，西北與神聖羅馬帝國接壤，東北與波蘭立陶宛聯邦為鄰，南與奧地利大公國接壤。1850年後，該地劃分為104個郡。

## 宗教信仰
- 基督教
  - 羅馬天主教
  - 胡斯派
  - 信義宗

## 語言
- 捷克語（在英語的使用上被稱為波希米亞語，並持續至19世紀）
- 德語
- 拉丁語